# 木下正中
木下 正中 （きのした せいちゅう、1869年9月24日（明治2年8月19日） - 1952年（昭和27年）1月1日）は、日本の医師。医学者。医学博士。

## 略歴
- 1869年（明治2年）、若狭国小浜堀屋敷、木下凞の長男として出生。
- 1894年（明治27年）、帝国大学医科大学卒業、欧州留学。
- 1904年（明治37年）、東京帝国大学医科大学教授。
- 1917年（大正6年）、東京帝国大学教授を退官、浜町病院長就任。
- 1923年（大正12年）、雲浜奨学会専務理事、後 副会長。
- 1924年（大正13年）、木下産婦人科病院開設、病院長に就任、日本婦人科学会長。
- 1929年（昭和4年）、雲城会長。
- 1932年（昭和7年）、小浜港湾修築期成同盟会設立発起人、相談役。
- 1952年（昭和27年）1月1日没、82歳。正四位勲三等。

長男 - 木下正一（木下病院長）。甥 - 木下昌雄（日立造船社長、木下東作氏長男）。